# Cantó de Bretteville-sur-Laize
El cantó de Bretteville-sur-Laize és un cantó francès del departament de Calvados, situat al districte de Caen. Té 29 municipis i el cap es Bretteville-sur-Laize.

## Municipis
- Barbery
- Boulon
- Bretteville-le-Rabet
- Bretteville-sur-Laize
- Le Bû-sur-Rouvres
- Cauvicourt
- Cintheaux
- Condé-sur-Ifs
- Estrées-la-Campagne
- Fierville-Bray
- Fontaine-le-Pin
- Fresney-le-Puceux
- Fresney-le-Vieux
- Gouvix
- Grainville-Langannerie
- Grimbosq
- Magny-la-Campagne
- Maizières
- Moulines
- Les Moutiers-en-Cinglais
- Mutrécy
- Ouilly-le-Tesson
- Rouvres
- Saint-Germain-le-Vasson
- Saint-Laurent-de-Condel
- Saint-Sylvain
- Soignolles
- Urville
- Vieux-Fumé

## Història
| Data d'elecció                           | Identitat            | Partit                        | Qualitat |
| ---------------------------------------- | -------------------- | ----------------------------- | -------- |
| 1945-1979                                | Maurice Simon        | RPF, després UDR, després RPR |          |
| 1979-1989                                | Joël Simon           | RPR                           |          |
| 1989-2004                                | Jean-Jacques Lacoste | PS                            |          |
| 2004-                                    | Jacky Lehugeur       | PS                            |          |
| les dades anteriors no són pas conegudes |                      |                               |          |
|                                          |                      |                               |          |

## Demografia
| A partir de 1990: Població sense dobles comptes |